# 斯洛博丹·科瓦奇
斯洛博丹·科瓦奇（羅馬化：Slobodan Kovač，1967年9月13日—），塞尔维亚男子排球运动员。他曾代表南联盟参加1996年和2000年夏季奥林匹克运动会排球比赛，获得一枚金牌和一枚铜牌。